# En lettres de feu
Pour plus de détails, voir Fiche technique et Distribution.
En lettres de feu (titre original : Career) est un film américain réalisé par Joseph Anthony et sorti en 1959.

## Synopsis
Le jeune acteur Sam Lawson vient à New York dans le but de faire une grande carrière. Il est engagé dans une troupe théâtrale expérimentale, mais, sans grand succès, il va en venir à sacrifier son bonheur personnel pour accéder à la célébrité.

## Fiche technique
- Titre : En lettres de feu
- Titre original : Career
- Réalisation : Joseph Anthony
- Scénario : Bert Granet, Dalton Trumbo et James Lee d’après sa pièce et le roman de Philip Stong
- Musique : Franz Waxman
- Directeur de la photographie : Joseph LaShelle
- Décors : Hal Pereira, Walter H. Tyler
- Costumes : Edith Head
- Montage : Warren Low
- Pays d'origine :  États-Unis
- Langue de tournage : anglais
- Producteur : Hal B. Wallis
- Société de production : Paramount Pictures
- Société de distribution : Paramount Pictures
- Format : noir et blanc — 1.85:1 — monophonique (Westrex Recording System) — 35 mm
- Genre : drame
- Durée : 105 min
- Date de sortie : 
  - États-Unis : 8 octobre 1959

## Distribution
- Dean Martin (VF : Michel Gudin) : Maurice « Maury » Novak
- Anthony Franciosa (VF : Michel Roux) : Sam Lawson
- Shirley MacLaine (VF : Nicole Riche) : Sharon (Cécilia en VF) Kensington
- Carolyn Jones (VF : Rolande Forest) : Shirley Drake
- Joan Blackman (VF : Françoise Dorléac) : Barbara Lawson Helmsley
- Robert Middleton (VF : Pierre Morin) : Robert Kensington
- Mary Treen (VF : Henriette Marion) : Marie
- Frank McHugh (VF : Robert Bazil) : Charlie Gallagher
- Jerry Paris (VF : Jacques Mancier) : Allan Burke
- Alan Hewitt (VF : Maurice Dorléac) : Matt (Max en VF) Hemley
- Donna Douglas (VF : Renée Simonot) : Marjorie Burke
- Edit Angold (VF : Marie Francey) : Mrs. Eglevsky
- Ralph Montgomery : Jimmy
- George DeNormand (VF : Maurice Dorléac) : le cinéaste
- Tony Regan (VF : Pierre Leproux) : l'assistant-réalisateur
- Barbara Knudson (VF : Madeleine Duhau) : la réceptionniste
- Marjorie Bennett (VF : Cécile Dylma) : la journaliste préparant un article pour Screen Greats
- Kathy Marlowe (VF : Sylvie Deniau) : la blonde sortant du bureau de Novak
- Napoleon Whiting (VF : Georges Hubert) : le chasseur de l'hôtel
- Maxine Stuart (VF : Yvette Andréyor) : l'agent du casting télévisé
- Jon Lormer (non crédité) : un commissaire de justice

## Récompenses et distinction
- Golden Globe 1960 : Meilleur acteur dans un film dramatique pour Anthony Franciosa.